# Calum Ferrie
Calum Ferrie (* 16. Juni 1998 in Shrewsbury) ist ein englischer Fußballtorhüter.

## Karriere
Calum Ferrie spielte zwischen 2015 und 2016 in den Jugendmannschaften von Port Vale. Von Oktober bis Dezember 2015 war er an den FC Gresley in die Northern Premier League verliehen und absolvierte vier Pflichtspiele für den Klub. Ab 2016 spielte er zwei Jahre in der Jugend des FC Dundee in Schottland. Am 7. April 2018 gab er für den Verein sein Debüt als Profi. Im Spiel bei den Glasgow Rangers im Ibrox Stadium wurde Ferrie in der 85. Minute beim Spielstand von 0:3 aus der Sicht von Dundee für den verletzten Elliot Parish eingewechselt. Der 19-Jährige musste dabei noch in der 90. Minute das Tor zum 4:0 Endstand durch Daniel Candeias hinnehmen. Im Mai 2018 kam er zu einem weiteren Einsatz zwischen den Pfosten von Dundee, als er gegen Partick Thistle in der Startelf stand. Das Spiel wurde im Dens Park mit 0:1 verloren.
Im Juni 2018 wurde der junge Torhüter an den Viertligisten Stirling Albion verliehen. In der Saison 2018/19 absolvierte er 27 Ligaspiele für den Verein. In Stirling wurde er am Ende der Saison zum Young Player of the Year und Player of the Year gekürt. Nach seiner Rückkehr nach Dundee wurde sein Vertrag verlängert. 